# Alex Florea
Alexandru Ionuț „Alex” Florea (n. 15 septembrie 1991, Constanța) este un cântăreț român.

## Biografie
Florea vine din Constanța și a studiat jurnalismul, dar l-a întrerupt și a studiat actoria la Universitatea „Ovidiu” din Constanța.
A luat parte în anul 2015 la Vocea României si a reușit să ajungă până în semifinală.
În 2017 a luat parte împreună cu Ilinca la Selecția Națională 2017. După ce ambii au atins numărul maxim de puncte, cu piesa Yodel It! în prefinală, ei au putut să obțină victoria, în final, cu de două ori mai multe voturi (10400 față de 5200) ca Mihai Trăistariu, clasat pe locul al doilea, astfel încât să poată reprezenta România la Eurovision Song Contest 2017, în Kiev.